# Eria perpusilla
Eria perpusilla är en orkidéart som beskrevs av Charles Samuel Pollock Parish och Heinrich Gustav Reichenbach.
Eria perpusilla ingår i släktet Eria och familjen orkidéer. Inga underarter finns listade i Catalogue of Life.